# 176 Iduna
176 Iduna este un asteroid din centura principală, descoperit pe 14 octombrie 1877, de Christian Peters.